# 小浅星子

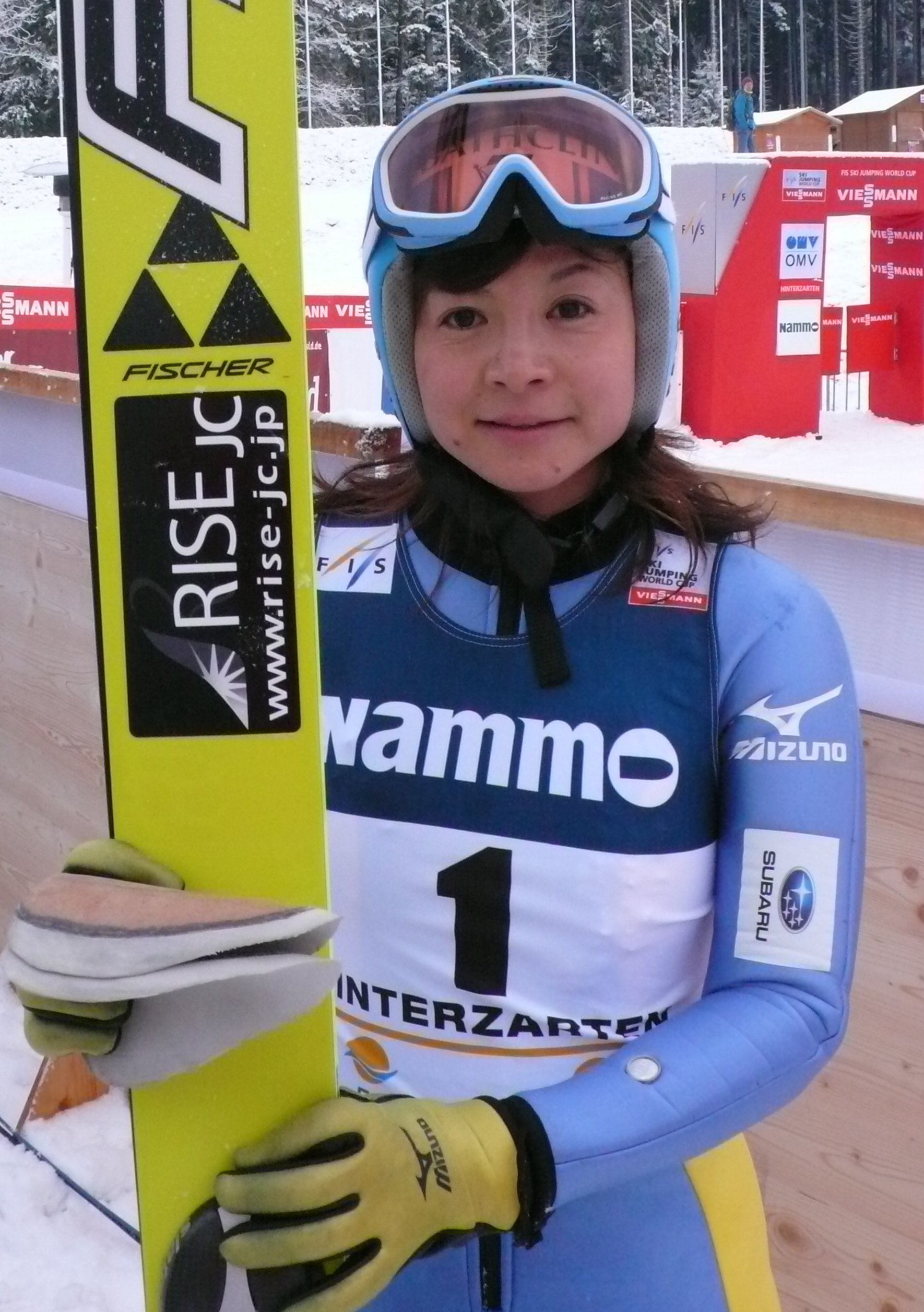
2013年1月

小浅 星子（こあさ せいこ、1983年2月24日 - ）は、山形県米沢市出身の元女子スキージャンプ選手である。九里学園高等学校、札幌大学卒業。ライズジャンプクラブ所属。
2014年3月22日の伊藤杯シーズンファイナル大倉山ナイタージャンプ大会をもって現役を引退した。2014年4月からワックスメーカーである株式会社ガリウムに勤務し、2015年1月のFISジャンプワールドカップレディース札幌・蔵王両大会ではワックスマンとして帯同した。

## 主な成績

### FISスキージャンプワールドカップ
- 2012/2013シーズン 総合成績47位 12ポイント
  - ヒンターツァルテン（ ドイツ） 29位　
  - ヒンターツァルテン（ ドイツ） 23位　
  - 蔵王（ 日本） 29位
- 2013シーズンサマーグランプリ
  - ヒンターツァルテン（ ドイツ） 24位
  - ニジニ・タギル（ ロシア） 15位
  - ニジニ・タギル（ ロシア） 12位
  - アルマトイ（ カザフスタン） 29位
- 2013/2014シーズン 総合成績53位 13ポイント
  - 蔵王（ 日本） 18位

### FISスキージャンプコンチネンタルカップ
- 2004/2005シーズン 総合成績33位 33ポイント
- 2006/2007シーズン 総合成績36位 80ポイント
- 2007/2008シーズン 総合成績52位 52ポイント
- 2008/2009シーズン 総合成績39位 75ポイント
- 2009/2010シーズン 総合成績47位 26ポイント
- 2010/2011シーズン 総合成績64位 14ポイント

### 国内大会
- 2002年
  - 札幌市長杯宮の森サマージャンプ大会 女子の部優勝
- 2004年
  - UHB杯ジャンプ大会 女子の部優勝
- 2007年
  - 雪印杯全日本ジャンプ大会 女子の部優勝
- 2008年
  - NHK杯ジャンプ大会 女子の部優勝
- 2013年
  - 名寄ピヤシリジャンプ大会兼北海道新聞社杯 女子の部優勝
  - 名寄吉田杯 女子の部優勝
  - NHK杯 女子の部 優勝
- 2014年
  - 伊藤杯シーズンファイナル大倉山ナイタージャンプ大会 女子の部優勝